# Lista Alternatywna
Lista Alternatywna (AL) – szwajcarska lewicowa partia polityczna. Została założona w 1990, po upadku koalicji partii lewicowych. Partia aktywna w kantonach Szafuza oraz Argowia.
Od 2007 AL współpracuje ze Szwajcarską Partią Pracy oraz z partią Solidarities. Te ugrupowania tworzą blok partii lewicowych. Partia jest również częścią narodowego sojuszu o nazwie Alternatywna więź.
Partia uczestniczy w działaniu ugrupowania Alternatywna Lewica.
Partia posiada swoich przedstawicieli w następujących samorządach kantonów:
- 3 miejsca w radzie kantonu Zurych
- 5 miejsc w radzie miasta Zurych
- 1 miejsce w radzie miasta Winterthur
- 1 miejsce w radzie miasta Dietikon
- 3 miejsca w radzie miasta Szafuza
- 3 miejsce w radzie kantonu Szafuza